# Venguerovo
Venguerovo (en russe : Венгерово) est un village de Russie situé dans l'oblast de Novossibirsk. C'est le siège administratif du raïon et de la municipalité du même nom. 

## Géographie
Venguerovo se trouve au bord de la Tartas à l'ouest de l'oblast de Novossibirsk. 

## Histoire
La localité est connue depuis 1753. 

## Population
Recensements (*) et estimations de la population,,: 
| 1959* | 1970* | 1979* | 1989* | 2002* | 2010* |
| ----- | ----- | ----- | ----- | ----- | ----- |
| 4 568 | 5 161 | 5 948 | 7 191 | 7 165 | 7 035 |

| 2012  | 2013  | 2014  | 2015  | 2016  | 2017  |
| ----- | ----- | ----- | ----- | ----- | ----- |
| 6 928 | 6 860 | 6 691 | 6 667 | 6 616 | 6 671 |

| 2018  | 2019  | 2020  | 2021* | - | - |
| ----- | ----- | ----- | ----- | - | - |
| 6 707 | 6 707 | 6 696 | 6 090 | - | - |